# Stróże (Tarnów)
Pour les articles homonymes, voir Stróże.
Stróże est une localité polonaise de la gmina de Zakliczyn, située dans le powiat de Tarnów en voïvodie de Petite-Pologne.